# Aulacaspis paralonganae
Aulacaspis paralonganae is een schildluis uit de familie van de Diaspididae. De wetenschappelijke naam van de soort werd voor het eerst geldig gepubliceerd in 2022 door Tian en Xing.